# Fritz Oberhettinger
Fritz Oberhettinger (Gelsenkirchen, 24 de fevereiro de 1911 — Seal Rock, 2 de junho de 1993) foi um matemático alemão radicado nos Estados Unidos, conhecido por suas tabelas matemáticas sobre funções especiais.
Oberhettinger obteve um doutorado em 1943 na Universidade Humboldt de Berlim, orientado por Wilhelm Magnus, com a tese Über die Wirkung eines vollkommen leitenden Zylinders im Strahlungsfeld eines Dipols. Em 1945 habilitou-se em Mainz. Já durante a Segunda Guerra Mundial publicou com Magnus tabelas matemáticas de funções especiais da física matemática. Após a guerra acompanhou Magnus como colaborador no Projeto Bateman do Instituto de Tecnologia da Califórnia nos Estados Unidos, dirigido por Arthur Erdélyi, publicando tabelas e fórmulas sobre transformações integrais e funções especiais. Pertenceu ao Projeto Bateman de 1948 a 1951. Depois foi Professor da American University em Washington, D.C. A partir de 1958 foi Professor da Universidade do Estado do Oregon.

## Obras
- com Magnus: Formeln und Lehrsätze für die speziellen Funktionen der mathematischen Physik, 1943, 1948 (tradução em inglês Nova Iorque, Chelsea,  1949), 3ª Edição com Raj Pal Soni: Formulas and theorems for the special functions of mathematical physics, Springer, 1966.
- com Magnus: Anwendungen von elliptischen Funktionen in Physik und Technik, Springer, 1949 (Grundlehren der mathematischen Wissenschaften)
- Tabellen zur Fouriertransformation, Springer, 1957, Tables of Fourier transforms and Fourier transforms of distributions, Springer, 1990.
- Tables of Mellin Transforms, Springer, 1974.
- Tables of Bessel Transforms, Springer, 1972.
- com Larry Badii: Tables of Laplace Transforms, Springer, 1973.
- Fourier transforms of distributions and their inverses, Academic Press, 1973.
- Fourier expansions- a collection of formulas, Academic Press, 1973.
- Bateman Manuscript Project: Higher transcendental functions, 3 Volumes, McGraw Hill, 1953 a 1955, Krieger, 1981.
- Bateman Manuscript Project: Tables of Integral Transforms, 2 Volumes, McGraw Hill, 1954.